# Marcus Piehl
Marcus Piehl, né le 23 août 1985, est un nageur suédois spécialiste de la nage libre. Lors des Championnats d'Europe en petit bassin 2006 et 2007, il a amélioré avec Petter Stymne, Jonas Tilly et Stefan Nystrand deux fois le record du monde du relais 4 × 50 m nage libre.

## Palmarès

### Championnats du monde

#### Petit bassin
- Championnats du monde 2006 à Shanghai ( Chine) :
  -  Médaille d'argent du relais 4 × 100 m nage libre.
- Championnats du monde 2008 à Manchester ( Royaume-Uni) :
  -  Médaille de bronze du relais 4 × 100 m nage libre.

### Championnats d'Europe
Grand bassin
- Championnats d'Europe 2008 à Eindhoven ( Pays-Bas) :
  -  Médaille d'or du relais 4 × 100 m nage libre.

Petit bassin
- Championnats d'Europe 2006 à Helsinki ( Finlande) :
  -  Médaille d'or au titre du relais 4 × 50 m nage libre.
- Championnats d'Europe 2007 à Debrecen ( Hongrie) :
  -  Médaille d'or au titre du relais 4 × 50 m nage libre.